# Drolshagen
Drolshagen is een stad en gemeente in de Duitse deelstaat Noordrijn-Westfalen, gelegen in de Kreis Olpe. De gemeente telt 11.640 inwoners (31 december 2020) op een oppervlakte van 67,12 km².

## Stadsindeling
De gemeente omvat 58 Ortschaften.
- meer dan 1.000 inwoners:
  - de stad Drolshagen (4.807) - Hützemert (1.092)
- tussen 500 en 1.000 inwoners:
  - Iseringhausen - Schreibershof
- tussen 250 en 500 inwoners:
  - Benolpe - Berlinghausen - Bleche - Dumicke - Frenkhausen - Germinghausen - Herpel - Wegeringhausen
- minder dan 250:
  - Alperscheid - Beul - Brachtpe - Buchhagen - Bühren - Dirkingen - Eichen - Eichenermühle - Eltge - Essinghausen - Fahrenschotten - Feldmannshof - Gelslingen - Gipperich - Grünenthal - Halbhusten - Heiderhof - Heimicke - Hespecke - Husten - Junkernhöh - Kalberschnacke - Kram - Lüdespert - Neuenhaus - Scheda - Schlade - Schürholz - Sendschotten - Siebringhausen -Stupperhof - Wenkhausen - Wintersohl

## Afbeeldingen

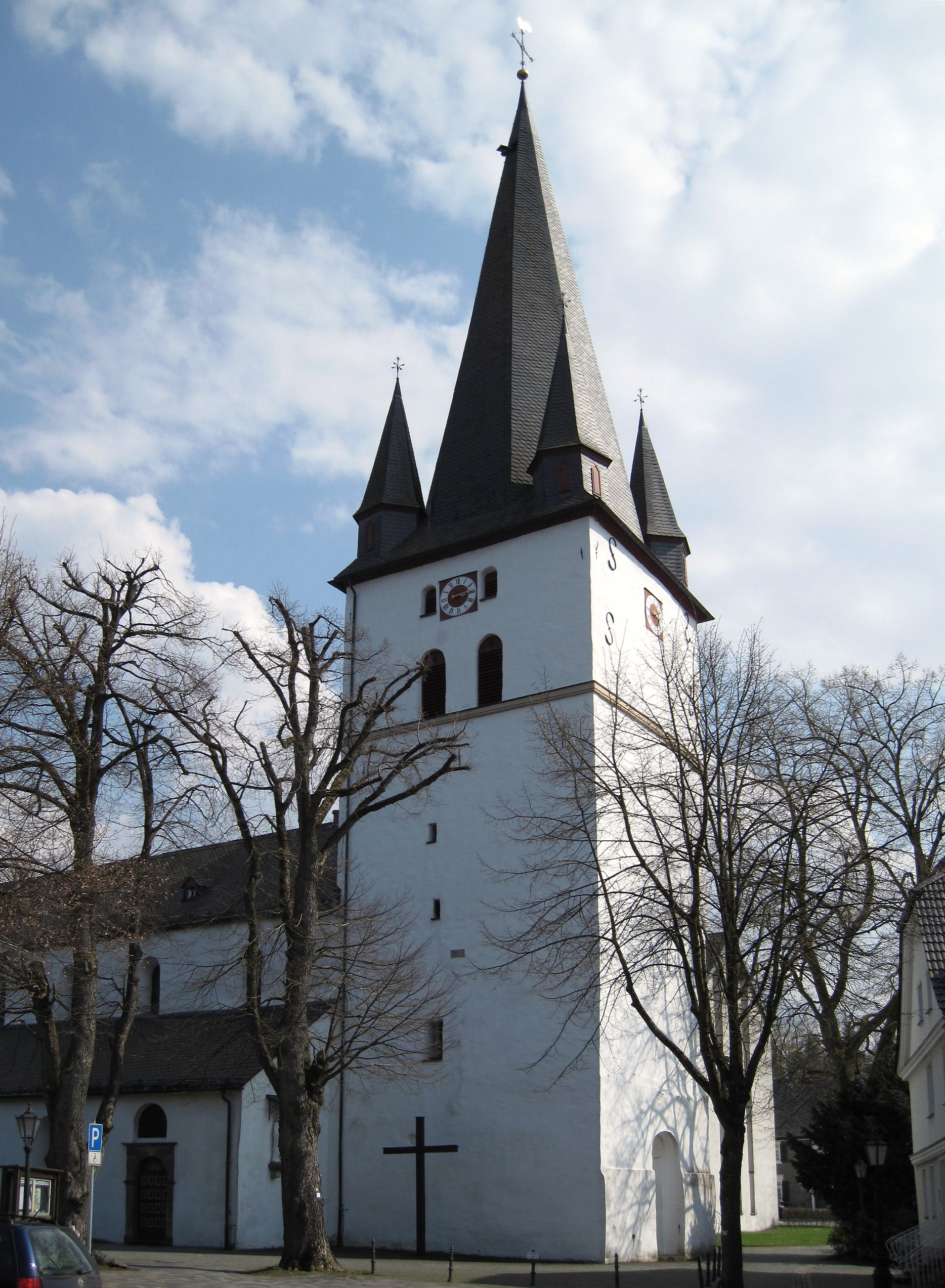
St. Clemens
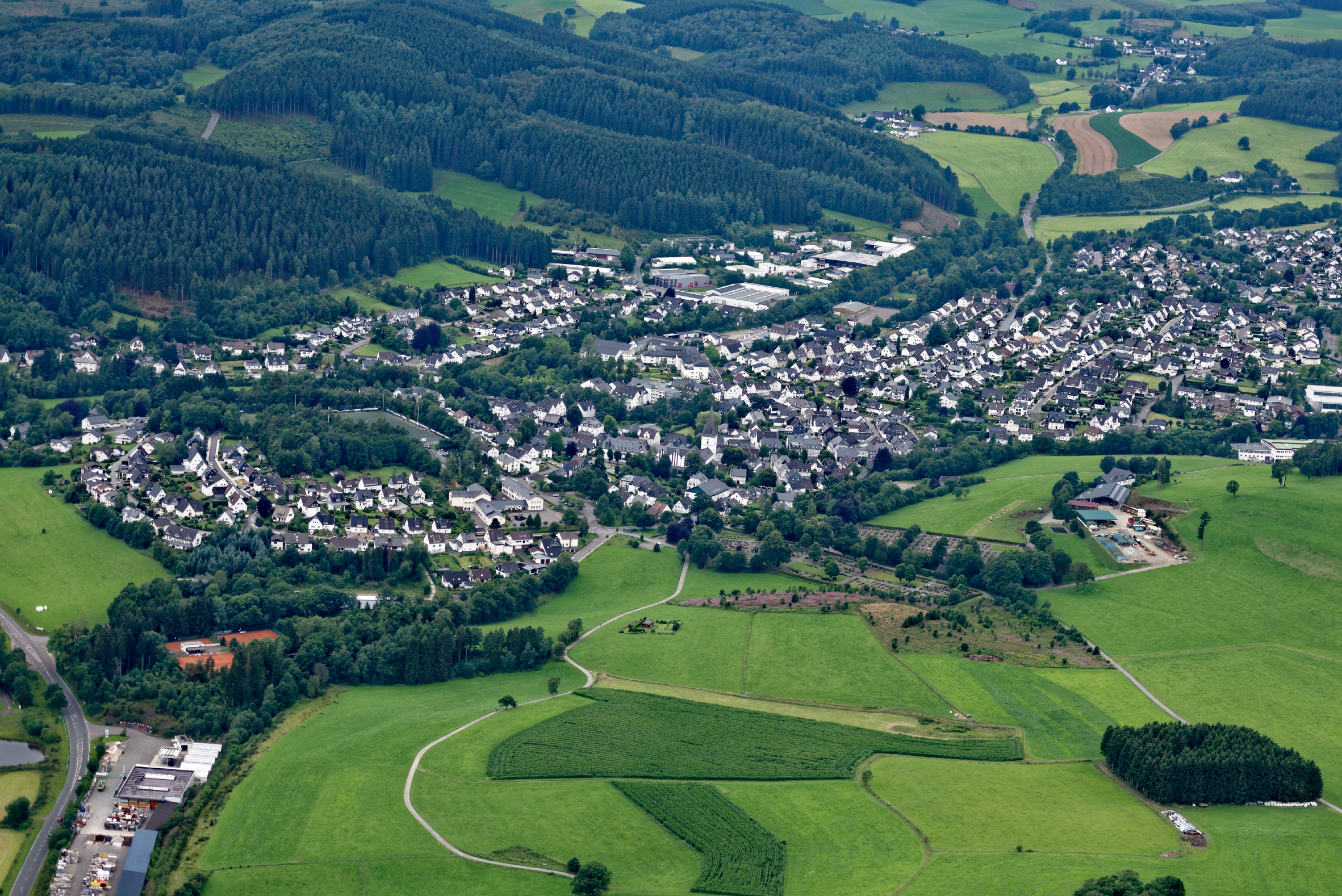
Gezicht op Drolshagen
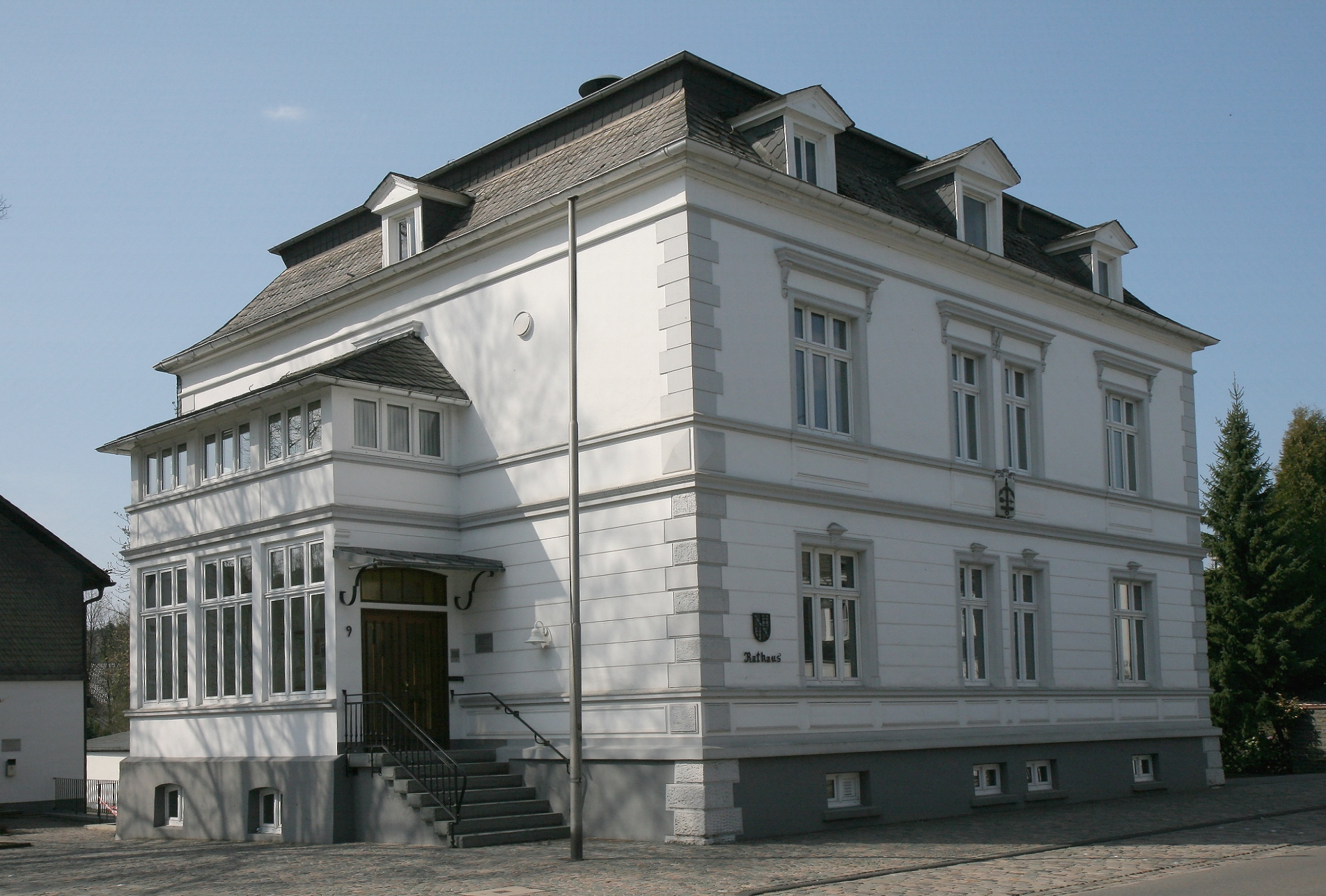
Gemeentehuis
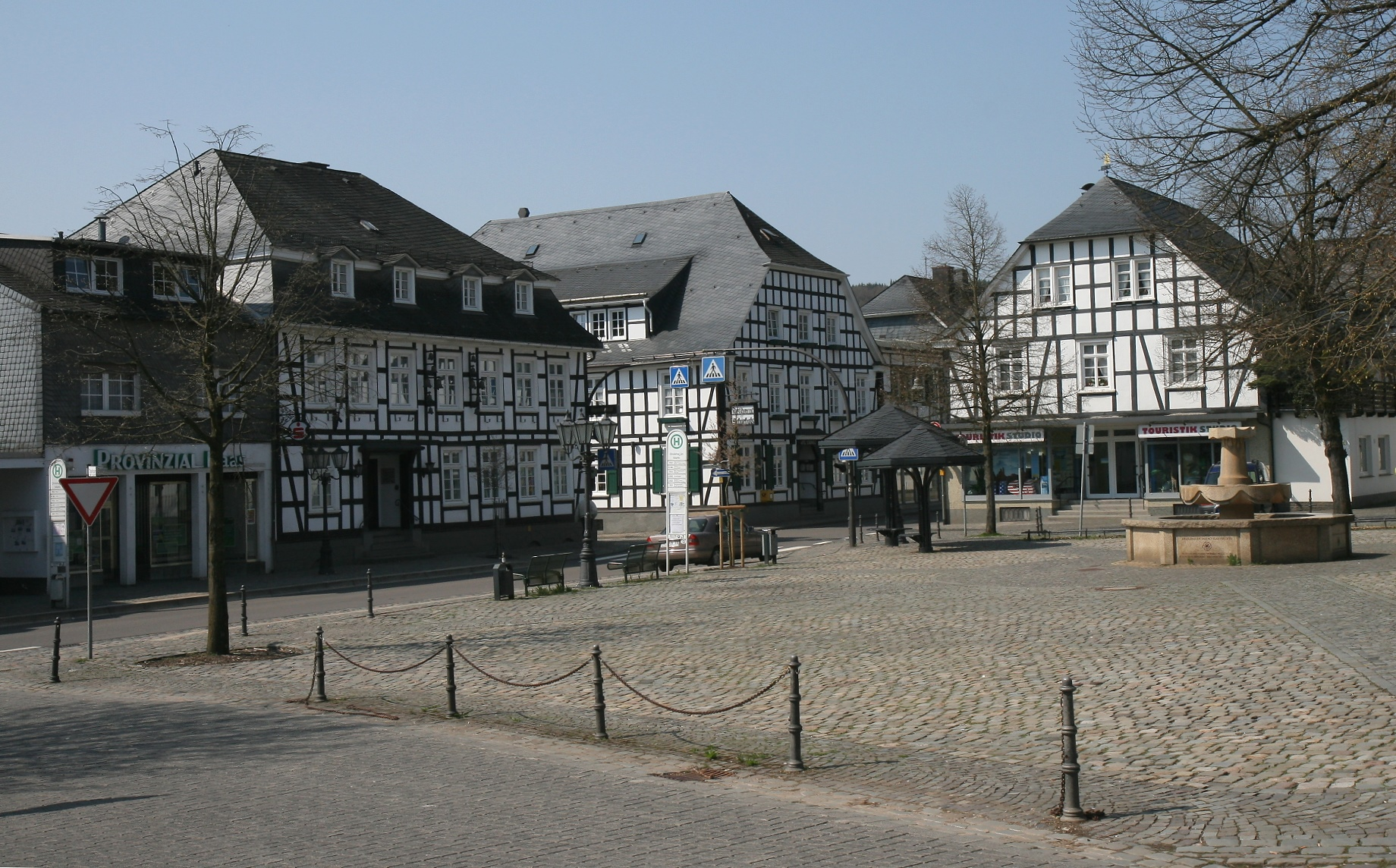
Marktplatz
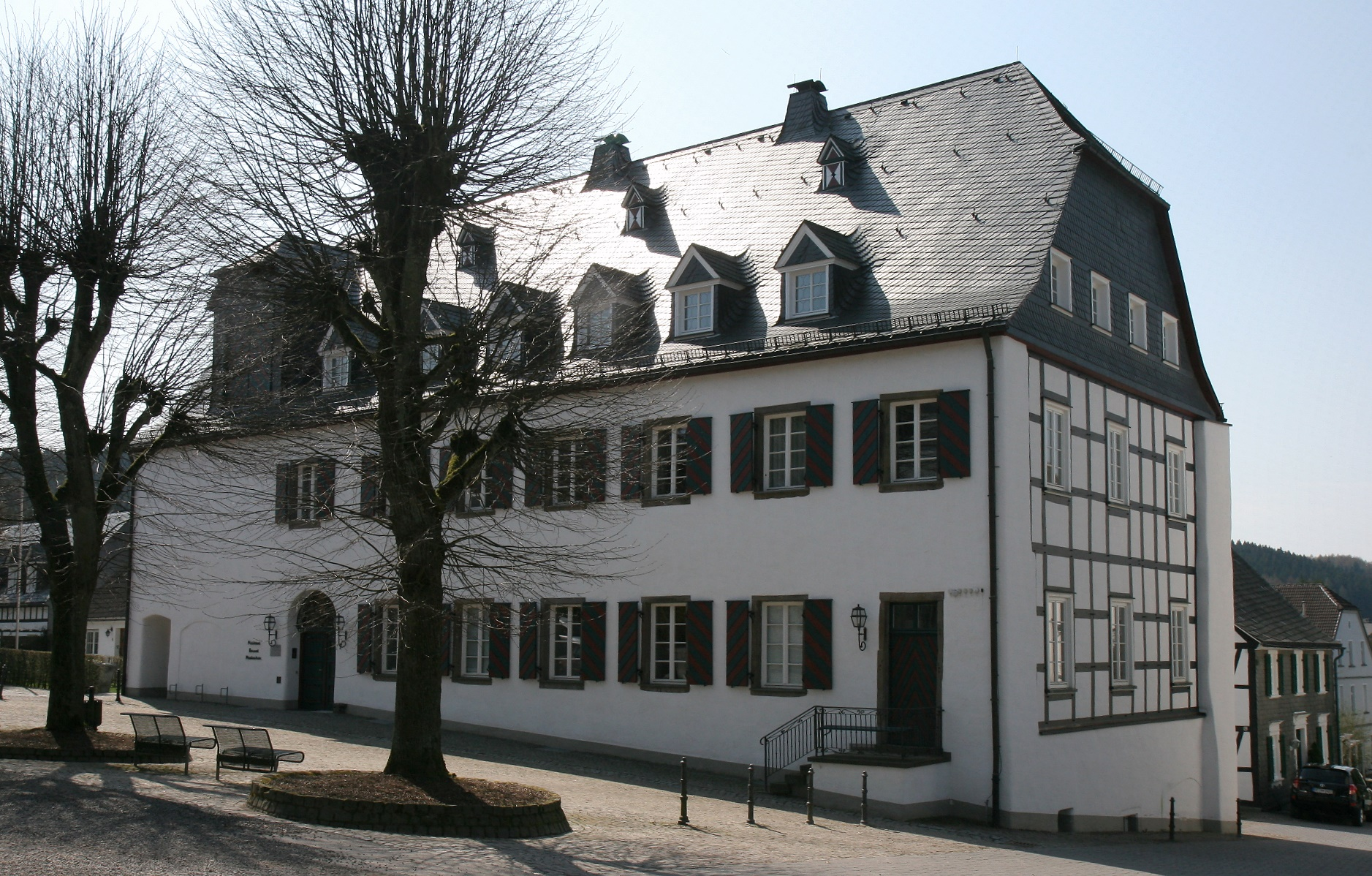
Klooster Drolshagen

## Trivia
Drolshagen heeft een samenwerkingsverband met het Friese Joure (gemeente De Friese Meren).
Attendorn · Drolshagen · Finnentrop · Kirchhundem · Lennestadt · Olpe · Wenden
Alperscheid · 
Benolpe · 
Berlinghausen · 
Beul · 
Bleche · 
Brachtpe · 
Breitehardt · 
Brink · 
Bruch · 
Buchhagen · 
Bühren · 
Dirkingen · 
Dumicke · 
Eichen · 
Eichenermühle · 
Eltge · 
Essinghausen · 
Fahrenschotten · 
Feldmannshof · 
Fohrt · 
Frenkhausen · 
Frenkhauserhöh · 
Gelslingen · 
Germinghausen · 
Gipperich · 
Grünenthal · 
Halbhusten · 
Hammerteich · 
Heiderhof · 
Heimicke · 
Herpel · 
Hespecke · 
Husten · 
Hustert · 
Hützemert · 
Iseringhausen · 
Junkernhöh · 
Kalberschnacke · 
Köbbinghausen · 
Kram · 
Lüdespert · 
Neuenhaus · 
Öhringhausen · 
Potzenhof · 
Scheda · 
Schlade · 
Schlenke · 
Schreibershof · 
Schürholz · 
Schützenbruch · 
Sendschotten · 
Siebringhausen · 
Stupperhof · 
Wegeringhausen · 
Wenkhausen · 
Wintersohl · 
Wormberg